# Гологенез
Гологенез (грец. holos — увесь і грец. genesis — походження, виникнення) — алогенна сукцесія, яка є наслідком процесів розвитку ландшафту, що викликаються або природними, або антропогенними впливами; одна з компонент динаміки фітоценозів. Гологенез розрізняється за факторами, що викликають зміну ландшафту (фрізогенний, галогенний, трофогенний, гідрогенний, аллювіагенний та інші форми гологенезу). Класичним прикладом гологенезу є зміна заплавної рослинності через загаль проціеси розвитку річкової долини і водозбірного району.